# Erik Hansen (sportiv)
Erik Hansen (n. 15 noiembrie 1939, Randers, Regiunea Midtjylland, Danemarca – d. 29 septembrie 2014) a fost un caiacist ce a reprezentat Danemarca, medaliat olimpic. A participat la 4 ediții ale Jocurilor Olimpice (1960, 1964, 1968, 1972) în care a câștigat o medalie de aur și două medalii de bronz.